# Badersee (Grainau)
Badersee ist ein Ort am Badersee in der Gemeinde Grainau in Oberbayern.
Der Ort ist kein amtlich benannter Gemeindeteil. Bis zur Auflösung der Gemeinde Untergrainau im Jahr 1937 war der Weiler Teil dieser Gemeinde.

## Geschichte
In den Amtlichen Ortsverzeichnissen für Bayern wird Badersee in der Ausgabe von 1888 erstmals erwähnt, als Einöde der Gemeinde Untergrainau mit zwei Wohngebäuden und zwei Einwohnern. 1882 gab es bereits einen Hinweis auf einen zweiten Ort der Gemeinde Untergrainau, jedoch ohne namentliche Nennung. Im Jahr 1900 bestanden in Badersee weiterhin zwei Wohngebäude mit insgesamt zwei Einwohnern, 1925 waren es vier Wohngebäude mit 37 Einwohnern.